# Чон-Джар (Сокулукский район)
Чон-Джар (кирг. Чоң-Жар) — село в Сокулукском районе Чуйской области Кыргызстана. Входит в состав Кунтууского айылного аймака.

## География
Село расположено в центральной части области, на расстоянии приблизительно 13 километров (по прямой) к юго-востоку от села Сокулук, административного центра района. Абсолютная высота — 949 метров над уровнем моря.

## Население
Согласно оценочным данным Национального статистического комитета Кыргызской Республики, численность населения села на начало 2023 года составляла 919 человек.
| год     | 2009 | 2014 | 2015 | 2020 | 2021 | 2023 |
| ------- | ---- | ---- | ---- | ---- | ---- | ---- |
| человек | 807  | 908  | 899  | 906  | 953  | 919  |